# 团圆行动
“团圆”行动是2021年1月起中华人民共和国公安部开展的查找被拐失踪儿童的专项行动。同时，公安机关还鼓励群众就近快速免费采血，以丰富“打拐DNA信息库”，便于侦破拐卖儿童积案和缉捕拐卖犯罪嫌疑人。

## 背景
2007年，公安部刑事侦查局正式成立“打击拐卖妇女儿童犯罪办公室”。2009年，建立“打拐DNA数据库”。

## 进度
2021年6月，公安部公布了3000余个免费采血点的地址和联系电话，以方便群众就近快速免费采血，丰富“打拐DNA数据库”。
截至2021年5月3日，中國大陸警方共侦破拐卖儿童案件43起，有86名嫌犯被捕，失踪儿童700余名被找回。
截至2021年6月1日，中國大陸警方找回失踪儿童1680名，侦破拐卖儿童积案85起；抓获拐卖犯罪嫌疑人223名。
截至2021年7月中旬，团圆行动已找回被拐儿童2609名，侦破拐卖儿童积案147起，拐卖犯罪嫌疑人372名被捕，组织认亲1200余场。
截至2021年11月30日，公安机关在团圆行动中成功侦破拐卖儿童积案290余起，抓获拐卖儿童犯罪嫌疑人690余名，累计找回历年失踪被拐儿童8307名。截至12月，警方共侦破拐卖儿童积案350余起，抓获拐卖犯罪嫌疑人890名，开展认亲活动2900余场，累计找回10932名历年失踪被拐儿童。其中，失踪20年至30年的有2538名，失踪30年至40年的有1812名，失踪40年至50年的有371名，失踪50年至60年的有190名，失踪60年以上的有110名，失踪被拐人员与亲人分离时间最长达74年。